# 이즈미사노역
이즈미사노역(일본어: 泉佐野駅)은 일본 오사카부 이즈미사노시에 위치한 난카이 전기 철도의 철도역이다. 난카이 본선의 소속역이며, 이 역을 기점으로 하는 공항선 등 2개의 노선이 운행 중이다. 역 번호는 NK 30이며, 섬식 · 상대식의 형태를 합친 3면 4선 구조의 복합 승강장을 갖춘 고가역이다.

## 타는 곳
| 1 | 난카이 본선 | 하행 대피선 | 와카야마시 방면                                                                                       | |
| 1 | 공항선      | 하행 대피선 | 간사이공항 방면                                                                                       | |
| 2 | 난카이 본선 | 하행 본선   | 와카야마시 방면                                                                                       | 하행 본선 도착 열차의 승.하차는 통상 이 승강장에서부터                                                |
| 2 | 공항선      | 하행 본선   | 간사이공항 방면                                                                                       | 하행 본선 도착 열차의 승.하차는 통상 이 승강장에서부터                                                |
| 3 | 난카이 본선 | 하행 본선   | 와카야마시 방면                                                                                       | 하차 및 4번 승강장에서부터의 환승 플랫폼                                                              |
| 3 | 공항선      | 하행 본선   | 간사이공항 방면                                                                                       | 하차 및 4번 승강장에서부터의 환승 플랫폼                                                              |
| 4 | 난카이 본선 | 상행 본선   | 5번 승강장 발착 열차로부터의 하차 및 3번 승강장으로의 환승 전용 승강장. 이 승강장에서부터는 승차 전용 | 5번 승강장 발착 열차로부터의 하차 및 3번 승강장으로의 환승 전용 승강장. 이 승강장에서부터는 승차 전용 |
| 5 | 난카이 본선 | 상행 본선   | 난바 방면                                                                                             | 상행 본선 발착 열차의 하차는 통상 이 플랫폼에서부터                                                   |
| 6 | 난카이 본선 | 상행 대피선 | 난바 방면                                                                                             | |

## 이용 현황
| 연도 | 1일 평균 하차 인원 | 순위 |
| ---- | ------------------ | ---- |
| 2000 | 23,133             | -    |
| 2001 | 22,473             | -    |
| 2002 | 22,093             | -    |
| 2003 | 21,608             | -    |
| 2004 | 21,359             | 12위 |
| 2005 | 21,395             | -    |
| 2006 | 22,292             | -    |
| 2007 | 21,553             | -    |
| 2008 | 21,762             | -    |
| 2009 | 21,295             | -    |
| 2010 | 21,376             | -    |
| 2011 | 21,441             | 13위 |
| 2012 | 21,983             | 13위 |
| 2013 | 22,102             | 13위 |
| 2014 | 22,303             | 13위 |
| 2015 | 23,101             | 14위 |

## 역 주변
- 이즈미사노 시청
- 난카이 이즈미사노 빌딩
- 이즈미사노 시 종합 문화 센터 · 시립 문화회관
- 이즈미사노 시 사노 공민관
- 사노 간이 재판소

## 인접 역
| 난카이 전기철도 난카이 본선  | 난카이 전기철도 난카이 본선      | 난카이 전기철도 난카이 본선                    |
| ---------------------------- | -------------------------------- | ---------------------------------------------- |
| NK 24 기시와다 난바 방면     | ■ 특급 '서던'                    | 오자키 NK 37 와카야마코 ・ 와카야마시 방면     |
| NK 26 가이즈카 난바 방면     | ■ 급행                           | 오자키 NK 37 와카야마코 ・ 와카야마시 방면     |
| NK 26 가이즈카 난바 방면     | ■ 구간 급행                      | 하구라자키 NK 33 와카야마코 ・ 와카야마시 방면 |
| NK 29 이하라노사토 난바 방면 | ■ 준특급 (난바 행만 운행) ■ 보통 | 하구라자키 NK 23 와카야마시 방면               |
| 난카이 전기철도 공항선       |                                  |                                                |
| NK 26 가이즈카 난바 방면     | ■ 공항 급행                      | 린쿠타운 NK 31 간사이공항 방면                 |
| NK 29 이하라노사토 난바 방면 | ■ 보통                           | 린쿠타운 NK 31 와카야마시 방면                 |